# Kasidech Wettayawong
Kasidech Wettayawong (tiếng Thái: กษิดิ์เดช เวทยาวงศ์, sinh ngày 21 tháng 1 năm 1994), là một cầu thủ bóng đá người Thái Lan thi đấu ở vị trí tiền vệ chạy cánh cho câu lạc bộ Giải bóng đá Ngoại hạng Thái Lan Suphanburi.

## Sự nghiệp quốc tế
Vào tháng 1 năm 2015 Kasidech được triệu tậpởi b Kiatisuk Senamuang để thi đấu cho Thái Lan ở Cúp Nhà vua Thái Lan 2015.

## Bàn thắng quốc tế

### U-23
| #  | Ngày               | Địa điểm                | Đối thủ           | Tỉ số | Kết quả | Giải đấu |
| -- | ------------------ | ----------------------- | ----------------- | ----- | ------- | -------- |
| 1. | 4 tháng 3 năm 2015 | Nakhon Pathom, Thái Lan | Đài Bắc Trung Hoa | 1–0   | 2–1     | Giao hữu |

## Danh hiệu

### Câu lạc bộ
Muangthong United
- Giải bóng đá Ngoại hạng Thái Lan
  -  Vô địch (1): 2012

### Quốc tế
U-19 Thái Lan
- Giải vô địch bóng đá U-19 Đông Nam Á
  -  Vô địch (1): 2011